# Marie Heurtin
Marie Heurtin är en fransk dramafilm från 2014 i regi av Jean-Pierre Améris, med Isabelle Carré och Ariana Rivoire i huvudrollerna. Den utspelar sig i slutet av 1800-talet och handlar om en kvinna som föds döv och blind, oförmögen att kommunicera till dess att en nunna lär henne teckenspråk och börjar utbilda henne. Filmen bygger på den verkliga Marie Heurtins liv. Den hade en budget på 2,49 miljoner euro.
Filmen hade premiär vid Internationella filmfestivalen i Locarno där den vann Variety Piazza Grande Award. Den släpptes i Frankrike 12 november 2014 och hade 248 445 besökare. Sverigepremiären ägde rum på Göteborgs filmfestival där filmen visades 26 januari 2015.

## Medverkande
- Isabelle Carré som syster Marguerite
- Ariana Rivoire som Marie Heurtin
- Brigitte Catillon som abbedissan
- Noémie Churlet som syster Raphaëlle
- Gilles Treton som herr Heurtin
- Laure Duthilleul som fru Heurtin